# I Would Like
I Would Like – singel Zary Larsson, wydany 11 listopada 2016, pochodzący z albumu So Good. Utwór napisali i skomponowali James Abrahart, Alexander Izquierdo, Marcus Lomax, Stefan Johnson, Jordan Johnson, Oliver Peterhof, Karen Chin, Anthony Kelly oraz sama wokalistka.
Nagranie uplasowało się na 4. miejscu na oficjalnej liście sprzedaży w Szwecji i otrzymało certyfikat platyny w tym kraju za sprzedaż w nakładzie przekraczającym 40 tysięcy kopii. Utwór był ponadto notowany m.in. na 2. pozycji w Wielkiej Brytanii, 23. miejscu w Danii oraz 23. pozycji w Norwegii.

## Lista utworów
- Digital download[1]

1. „I Would Like” – 3:46

- Gorgon City Remix[10]

1. „I Would Like” (Gorgon City Remix) – 4:23

- R3hab Remix[11]

1. „I Would Like” (R3hab Remix) – 2:27

## Notowania

### Pozycje na listach sprzedaży
| Kraj            | Notowanie (2016/2017)     | Najwyższa pozycja | Certyfikat | Sprzedaż |
| --------------- | ------------------------- | ----------------- | ---------- | -------- |
| Australia       | ARIA Charts               | 16                | platyna    | 70 000+  |
| Austria         | Ö3 Austria Top 40         | 72                |            |          |
| Czechy          | Singles Digital – Top 100 | 38                |            |          |
| Dania           | Tracklisten               | 23                | złoto      |          |
| Hiszpania       | PROMUSICAE                | 92                |            |          |
| Holandia        | Single Top 100            | 28                |            |          |
| Irlandia        | IRMA                      | 7                 |            |          |
| Kanada          | Canadian Hot 100          | 68                | złoto      | 40 000+  |
| Niemcy          | Official German Chart     | 56                |            |          |
| Norwegia        | VG-Lista                  | 23                |            |          |
| Nowa Zelandia   | Recorded Music NZ         | 19                | złoto      | 15 000+  |
| Polska          |                           |                   | złoto      |          |
| Słowacja        | Singles Digital – Top 100 | 38                |            |          |
| Szwajcaria      | Schweizer Hitparade       | 55                | złoto      | 15 000+  |
| Szwecja         | Sverigetopplistan         | 4                 | platyna    | 40 000+  |
| Wielka Brytania | UK Singles Chart          | 2                 | platyna    | 600 000+ |
| Włochy          | FIMI                      | 69                | złoto      | 25 000+  |

### Pozycje na listach airplay
| Kraj     | Notowanie (2016/2017)  | Najwyższa pozycja |
| -------- | ---------------------- | ----------------- |
| Czechy   | Rádio – Top 100        | 99                |
| Polska   | AirPlay – Top          | 27                |
| Polska   | AirPlay – Nowości      | 2                 |
| Rosja    | Top Hit Weekly General | 142               |
| Słowacja | Rádio – Top 100        | 50                |